# 1904 a tudományban
Az 1904. év a tudományban és a technikában.

## Díjak
- Nobel-díjak
  - Fizikai Nobel-díj: John William Strutt
  - Fiziológiai és orvostudományi Nobel-díj: Ivan Pavlov
  - Kémiai Nobel-díj: William Ramsay

## Születések
- január 2. – Walter Heitler német fizikus († 1981)
- március 4. – George Gamow orosz származású amerikai fizikus († 1968)
- március 20. – Burrhus Frederic Skinner amerikai pszichológus, úttörő munkát végzett a kísérleti pszichológia és a behaviorizmus területén († 1990)
- április 22. – Robert Oppenheimer amerikai elméleti fizikus, egyike azon fizikusoknak, akiket az „atombomba atyja”-ként emlegetnek († 1967)
- május 9. – Gregory Bateson angol-amerikai antropológus, biológus, társadalomtudós, kibernetikus, filozófus és pszichológus († 1980)
- október 1. – Otto Robert Frisch osztrák–brit fizikus. 1940-ben Rudolf Peierls-szel létrehozta az atombomba robbantásának első elméleti mechanizmusát († 1979)
- december 25. – Gerhard Herzberg német-kanadai Nobel-díjas kémikus és fizikus († 1999)

## Halálozások
- május 10. – Henry Morton Stanley walesi születésű amerikai Afrika-kutató, akit David Livingstone felfedező utáni kutatása tett híressé (* 1841)
- július 3. – John Bell Hatcher amerikai őslénykutató és fosszíliavadász, aki leginkább a Torosaurus felfedezésével vált ismertté (* 1861)
- szeptember 24. – Niels Ryberg Finsen Nobel-díjas izlandi származású feröeri-dán orvos és kutató (* 1860)